# Iglesia católica en Timor Oriental

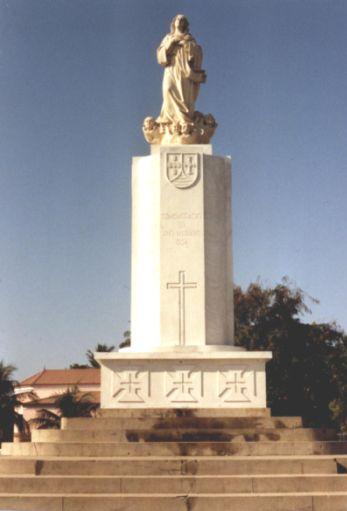
Columna de Santa María en Dili

La Iglesia católica se encuentra presente en Timor Oriental, que ya tras su independencia de Indonesia, se convirtió en el segundo país predominantemente católico de Asia después de Filipinas, un legado de su condición de antigua colonia portuguesa. Alrededor del 88,84%  de la población es católica en Timor Oriental desde 2006, lo que significa más de 900 000 fieles.
El país se dividió en tres diócesis:  Dili, Baucau y Maliana, erigidas en 2010, que se encuentran inmediatamente sujetas a la Santa Sede.
El Nuncio apostólico de Timor Oriental es, al mismo tiempo, el nuncio de Indonesia. El nuncio actual es el arzobispo estadounidense Joseph Salvador Marino, y la nunciatura se encuentra en Yakarta.

## Historia

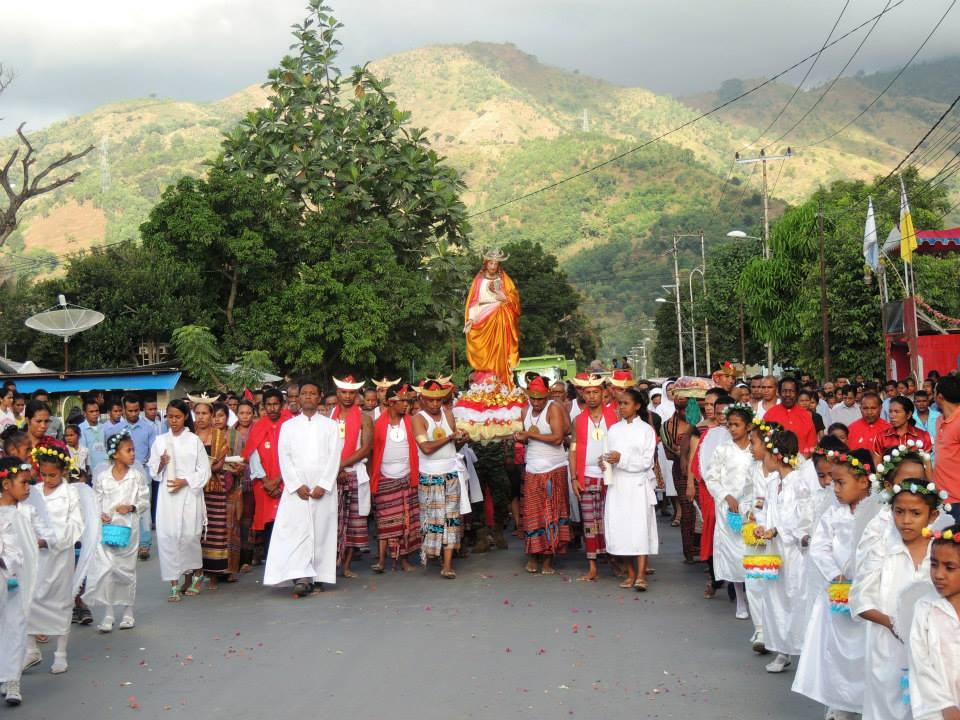
Procesión en Becora, Dili

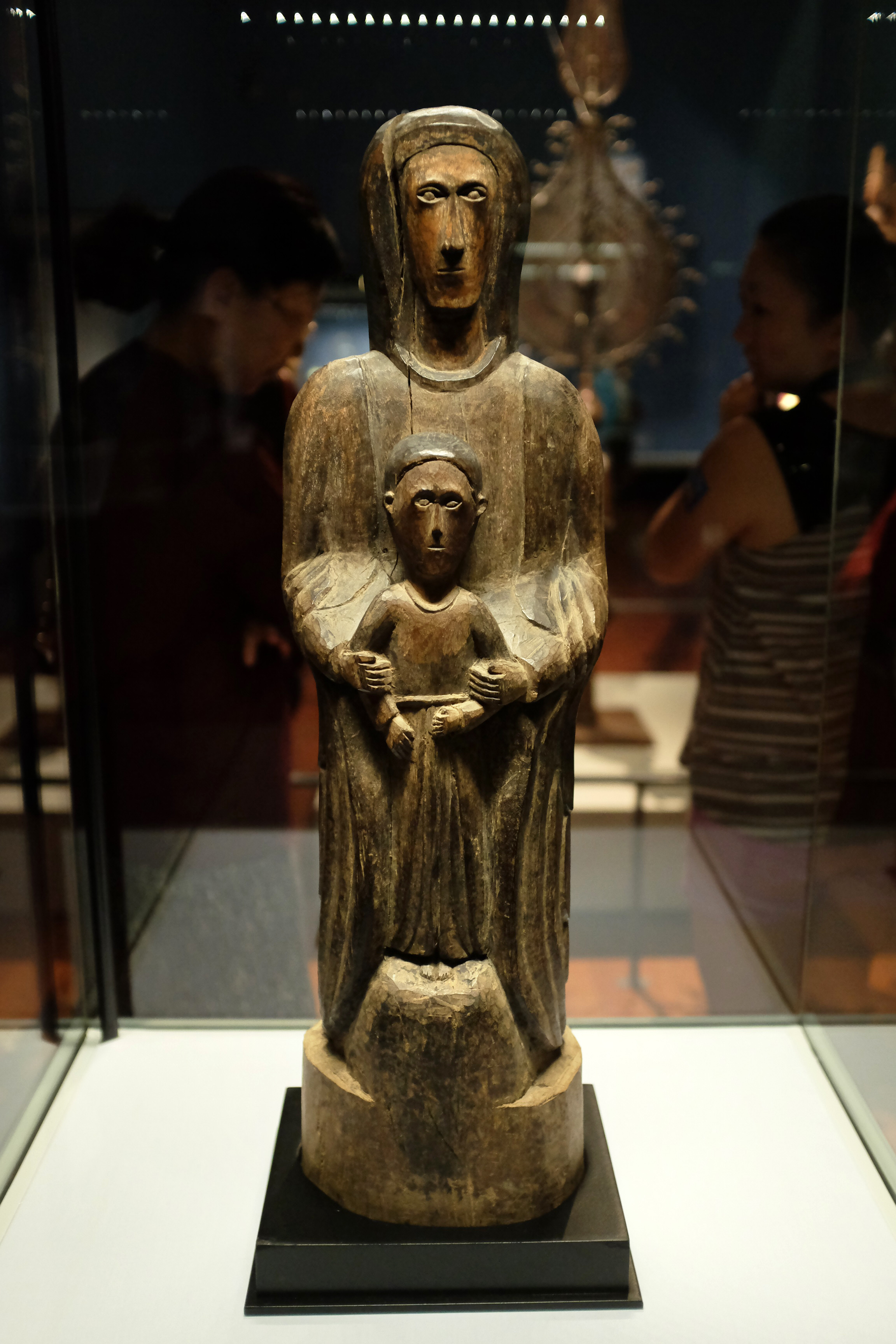
Virgen y el Niño de Timor oriental, siglo XIX

A principios del siglo XVI, comerciantes portugueses y holandeses se pusieron en contacto con personas de Timor Oriental. Los misioneros mantuvieron un contacto esporádico hasta 1642, cuando Portugal asumió el control y lo mantuvo hasta 1974, con una breve ocupación por parte de Japón durante la Segunda Guerra Mundial.
Indonesia invadió Timor Oriental en 1975 y anexó la antigua colonia portuguesa. Los sistemas de creencias animistas de Timor Oriental no encajaban con la Constitución de Indonesia lo que resulta en conversiones masivas al cristianismo. El clero portugués fue reemplazado por sacerdotes indonesios y la misa en latín y portugués fue reemplazada por la misa en indonesio. La Iglesia desempeñó un papel importante en la sociedad durante la ocupación indonesia de Timor Oriental. Mientras que solo el 20% de los timorenses orientales se llamaban a sí mismos católicos en el momento de la invasión de 1975, la cifra aumentó hasta alcanzar el 95% a finales de la primera década después de la invasión. Durante la ocupación, Carlos Ximenes Belo se convirtió en uno de los más prominentes defensores de los derechos humanos en Timor Oriental y muchos sacerdotes y monjas arriesgaron sus vidas al defender a los ciudadanos de los abusos militares. El Papa Juan Pablo II visitó Timor Oriental en 1989 y expuso la situación del territorio ocupado a los medios de comunicación del mundo y sirvió de catalizador para que los activistas independentistas buscaran apoyo mundial. Oficialmente neutral, el  Vaticano deseaba mantener buenas relaciones con Indonesia, la nación musulmana más grande del mundo. A su llegada a Timor Oriental, el Papa besó simbólicamente una cruz y luego la apretó contra el suelo, aludiendo a su práctica habitual de besar el suelo a su llegada a una nación, pero evitando sugerir abiertamente que Timor Oriental era un país soberano. En su sermón habló fervientemente en contra de los abusos, al mismo tiempo que evitó nombrar a las autoridades indonesias como responsables. El Papa se pronunció en contra de la violencia en Timor Oriental, y llamó a ambas partes a mostrar moderación, implorando a los timorenses orientales que amen y oren por sus enemigos.
En 1996, el Obispo Carlos Filipe Ximenes Belo y José Ramos-Horta, dos destacados activistas de Timor Oriental a favor de la paz y la independencia, recibieron el Premio Nobel de la Paz por «su trabajo en pro de una solución justa y pacífica del conflicto de Timor Oriental».
Varios sacerdotes y monjas fueron asesinados en la violencia en Timor Oriental que siguió al referéndum de la Independencia de 1999. La nueva nación independiente declaró tres días de duelo nacional tras la muerte del Papa Juan Pablo II en 2005.
La Iglesia Católica sigue muy involucrada en la política, con sus confrontaciones de 2005 con el gobierno sobre la educación religiosa en la escuela y la renuncia a los juicios por crímenes de guerra por atrocidades contra los timorenses orientales por parte de Indonesia. También han apoyado al nuevo Primer Ministro en sus esfuerzos por promover la reconciliación nacional. En junio de 2006, Catholic Relief Services recibió ayuda de los Estados Unidos para ayudar a las víctimas de meses de disturbios en el país. El número de iglesias ha crecido de 100 en 1974 a más de 800 en 1994. Robinson, G. Si nos dejan, moriremos.
Desde 2015, los  Salesianos de Don Bosco y las  Hijas de María Auxiliadora, con la ayuda de una organización internacional de ayuda como Stop Hunger Now, proporcionan a más de 1100 estudiantes de todo el país una mejor nutrición a través de las comidas fortalecidas con arroz.